# Javier Bonilla Sevillano
Javier Bonilla Sevillano (Soria, España, 25 de octubre de 1990) es un futbolista español que juega de defensa y su equipo es el C. D. Numancia de la Segunda Federación.

## Trayectoria
Nacido en Soria, Castilla y León, Bonilla comenzó su carrera con el C. D. Numancia de su ciudad natal, debutando con el filial en 2008. Estuvo en el primer equipo durante tres temporadas y media, desde 2010 hasta 2014.
Posteriormente jugó en Grecia, en el Aiginiakos F. C., y volvió a España para jugar en las filas de la S. D. Leioa.
En la temporada 2016-17 recaló en el conjunto gallego del Pontevedra Club de Fútbol, donde jugó el play-off de ascenso a Segunda División.
En la temporada 2017-18 firmó por el Real Club Deportivo Mallorca, con el que ascendió a la Segunda División. Se marchó en enero de 2019 a la U. D. Ibiza para completar el curso, recalando después en el Club Gimnàstic de Tarragona.
El 1 de julio de 2023 volvió al C. D. Numancia.